# Mogoditshane
Mogoditshane är en stad i södra Botswana, i distriktet Kweneng. Den är belägen strax nordväst om landets huvudstad Gaborone. 